# Kham

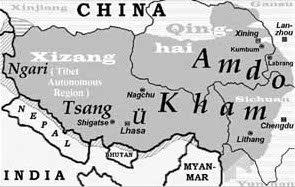
Karta över provinserna Amdo och Kham

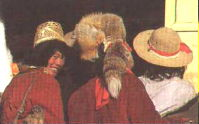
Khampas, invånare i Kham.

Kham (Wylie: Khams; tibetanska: ཁམས; kinesiska: 康; Pinyin: Kāng) är en av de tre provinser som tillsammans utgjorde det traditionella Tibet. De andra två provinserna är Amdo och Ü-Tsang. Idag delas större delen av området mellan den autonoma regionen Tibet och Sichuanprovinsen med mindre delar lokaliserade i kinesiska provinserna Qinghai, Gansu och Yunnan. En tibetan från Kham kallas ofta för "khampa" (tibetanska: ཁམས་པ , Wylie: khams pa).
Under Republiken Kina (1912–1949) omvandlades den östra delen av området år 1939 till provinsen Xikang eller provinsen Sikang (西康省 Xīkāng Shěng). Efter bildandet av Folkrepubliken Kina införlivades området med Sichuan-provinsen. Fram till 1939 var det ett «särskilt administrativt distrikt» och först därefter blev det en kinesisk provins.